# Kanton Noisy-le-Sec
Der Kanton Noisy-le-Sec war von 1967 bis 2015 ein französischer Wahlkreis im Arrondissement Bobigny, im Département Seine-Saint-Denis und in der Region Île-de-France. Er war 5,04 km² groß und hatte 37.312 Einwohner (Stand: 1999), was einer Bevölkerungsdichte von rund 7.403 Einwohnern pro km² entsprach. Der Kanton war identisch mit der Stadt Noisy-le-Sec.